# Aguasmestas
Aguasmestas (llamada oficialmente Santiago de Augas Mestas) es una parroquia española del municipio de Quiroga, en la provincia de Lugo, Galicia.

## Otras denominaciones
La parroquia también es conocida por el nombre de Santiago de Augasmestas.

## Límites
Limita con las parroquias de Quintá de Lor al norte, Nocedo al este, Nogueira y Torbeo (Ribas del Sil) al sur, y Vilachá (Puebla del Brollón) al oeste.

## Organización territorial
La parroquia está formada por cuatro entidades de población, constando tres de ellas en el nomenclátor del Instituto Nacional de Estadística español:

### Entidades de población
Entidades de población que forman parte de la parroquia:
- Augasmestas (Augas Mestas)
- Covas (As Covas)
- Parada

### Despoblado
Despoblado que forma parte de la parroquia:
- Fluxento (O Fuluxento)

## Demografía
| Gráfica de evolución demográfica de Aguasmestas entre 2000 y 2023 |
|                                                                   |
| Datos según el nomenclátor publicado por el INE.                  |